# Modern Art (album)
Modern Art – album muzyczny amerykańskiego saksofonisty jazzowego Arta Peppera.
Utwory 1, 2, 6-8 The Art Pepper Quartet zarejestrował w Radio Recorders w Los Angeles 28 grudnia 1956. Nagrania 3-5 zarejestrowano 14 stycznia 1957, w Master Recorder, w Los Angeles. Monofoniczny album zawierający 8 utworów ukazał się w 1957 nakładem wytwórni Intro (LP 606). Album był kilkakrotnie wznawiany (m.in. w Japonii), a utwory na nim opublikowane były później częścią składową innych wydań płyt Arta Peppera.

## Muzycy
- Art Pepper – saksofon altowy
- Russ Freeman – fortepian (2, 6, 7)
- Ben Tucker – kontrabas
- Chuck Flores – perkusja (2, 6, 7)

## Lista utworów
Strona A
| 1. | "Blues In" (Art Pepper)                                             | 5:40  |
|    |                                                                     |       |
| 2. | "Bewitched, Bothered and Bewildered" (Richard Rodgers, Lorenz Hart) | 4:25  |
|    |                                                                     |       |
| 3. | "When You're Smiling" (Lary Shay, Mark Fisher, Joe Goodwin)         | 4:47  |
|    |                                                                     |       |
| 4. | "Cool Bunny" (Art Pepper)                                           | 4:10  |
|    |                                                                     |       |
|    |                                                                     | 19:02 |
|    |                                                                     |       |
Strona B
| 5. | "Dianne's Dilemma" (Art Pepper)                                                | 3:46  |
|    |                                                                                |       |
| 6. | "Stompin' at The Savoy" (Edgar Sampson, Chick Webb, Benny Goodman, Andy Razaf) | 5:01  |
|    |                                                                                |       |
| 7. | "What Is This Thing Called Love" (Cole Porter)                                 | 6:00  |
|    |                                                                                |       |
| 8. | "Blues Out" (Art Pepper)                                                       | 4:53  |
|    |                                                                                |       |
|    |                                                                                | 19:40 |
|    |                                                                                |       |

## Informacje uzupełniające
- Produkcja – Don Clark
- Inżynier dźwięku – Thomas Nogar (1, 2, 6-8)
- Inżynier dźwięku – Bunny Robine (3-5)
- Projekt okładki – Reid Miles
- Zdjęcie – Francis Wolff
- Tekst – Pete Welding

## Reedycje
- 1958 reedycja amerykańska, produkcja innej firmy właścicieli Aladdin i Intro – Score (SLP 4030).
- –?–  Japonia: Intro (Japan) LNJ 70080 (ósme nagranie zatytułowane "Blues Out" to błędnie wytłoczona alternatywna wersja "Dianne's Dilemma")
- –?–  Japonia: monofoniczny, winylowy LP, GXF 3129

## Inne wydania
- 1977 Early Art, 2 LP wydane przez Blue Note BN-LA591-H2 (na części płyt tej edycji zamiast utworu "Blues Out" wytłoczono alternatywne nagranie utworu "Dianne's Dillema", ten błąd powtarza japońska reedycja  Intro ILP 606).
- 1988 Modern Art: The Complete Art Pepper Aladdin Recordings, Vol. 2, CD Blue Note, Pacific Jazz CDP 7 46848-2.
- 2006  Art Pepper Four Classic Albums, 2 CD wydane 29 września przez Avid Jazz, a zawierające nagrania z 4 albumów Peppera (w tym Modern Art).
- 2005 Mosaic Select 15: Art Pepper, zestaw 3 CD wydanych przez Mosaic Records MS-015 (zawiera m.in. Modern Art)